# Новочорторийський державний аграрний технікум
Новочорторийський технолого-економічний фаховий коледж — вищий навчальний заклад I—II рівня акредитації в с. Нова Чортория Житомирської області.

## Історія
Головною пам'яткою Нової Чорториї є палац польських шляхтичів Прушинських (їм, до речі, належали нещасні Поморяни). Бароковий палац постав тут в першій половині XIX ст. З того часу будівлю кілька разів перебудовували. Зокрема і за нових власників, Оржевських. Добре видно, що другий поверх на крилах садиби добудовано пізніше. До наших днів вцілілі й окремі інтер'єри. Зараз тут розміщується Новочорторийський технолого-економічний фаховий коледж . До наших днів дожила й оригінальна брама палацу та прибрамний будиночок. Садиба стоїть посеред чималого парку. Колись він мав площу понад 70 гектарів. Близько 50 порід дерев оточують великі галявини й алеї.

## Освітній процес
Новочорторийський технолого-економічний фаховий коледж є одним із найстаріших навчальних закладів Житомирської області. Коледж проводить навчання за денною та заочною формою. Студенти мають змогу отримати додаткові робочі професії:- водій автомобіля категорії «В», «С»; тракторист-машиніст с/г виробництва категорії «А»; оператор комп'ютерного набору. В штаті педагогічного колективу 68 викладачів. Ліцензований обсяг 290 студентів, за рахунок держави навчається 434, на контрактній формі навчання — 95 студентів. Реалізації програмних завдань коледжу сприяє сучасна матеріально-технічна та науково-методична база закладу. До послуг студентів 42 навчальних кабінети, обладнаних необхідним устаткуванням та унаочненням, 4 комп'ютерні класи, підключені до мережі INTERNET навчально-виробнича клініка з стаціонаром, дослідні ділянки, спортивний і тренажерний зали, музей. Всі студенти забезпечені гуртожитком. Випускникам надається можливість продовжити навчання у вищих навчальних закладах III та IV рівнів акредитації.

## Спеціальності коледжу
Готує спеціалістів за напрямками: агрономія, ветеринарна медицина, облік і оподаткування, фінанси, банківська справа та страхування, виробництво і переробка продукції тваринництва.